# 巴哈古丽·热合木吐拉
巴哈古丽·热合木吐拉（1988年4月2日—）為一名於2010年代活躍的维吾尔族女藝人，出身新疆乌鲁木齐市。获得东方卫视《加油东方天使》全国第五名。曾經參演2010年上海世博会的宣传歌曲《侬好，2010》，並喜愛收藏歌、绘画、运动及舞蹈。

## 影视作品
- 2011年 电影《堵车》饰橙子；
- 2012年 电影《青春荷尔蒙》饰于晓曼、电影《富春山居图》饰天蝎座魔女
- 2013年 电影《小心没有影子的人》饰陈阿婆

## 音乐作品
- 2010年 单曲《你好，上海》